# 有馬道子
有馬 道子（ありま みちこ、1941年 - ）は、日本の言語学・記号学者。専門は英語学・一般言語学・記号論。京都女子大学文学部教授等を歴任。

## 略歴
大阪府生まれ。旧姓・岡本。大阪市立大学文学部英文科卒、同大学院文学研究科修士課程修了。
1965年4月から1969年3月まで武庫川女子大学・短期大学専任講師、その後複数の大学で非常勤講師を務めたのち1974年4月から親和女子大学（後の神戸親和女子大学）専任講師、助教授、教授を務め、1990年4月光華女子大学（後の京都光華女子大学）教授。2001年京都女子大学文学部教授。2014年退職。日本記号学会および日本エドワード・サピア協会理事。

## 著書
- 『記号の呪縛 テクストの解釈と分裂病』勁草書房、1986
- 『心のかたち・文化のかたち』勁草書房、1990
- 『ことばと生命』勁草書房、1995
- 『パースの思想 記号論と認知言語学』岩波書店、2001
- 『もの忘れと記憶の記号論』岩波書店、2012

共編著
- 『現代言語学の潮流』山梨正明共編著 勁草書房、2003

### 翻訳
- 『言語・思考・実在 完訳 ベンジャミン・リー・ウォーフ論文選集』ジョン B.キャロル編 南雲堂、1978
- ジュリア・ペン『言語の相対性について 解説付』大修館書店、1980
- エリック・H.レネバーグ編『言語と人間科学』南雲堂、1985
- ジョゼフ・ブレント『パースの生涯』新書館、2004
- I.ムラデノフ『パースから読むメタファーと記憶』勁草書房、2012